# Pałac w Galowicach
Pałac w Galowicach – obiekt wybudowany w  XVIII w., w miejscowości Galowice.

## Historia
Zabytek jest częścią zespołu pałacowego, w skład którego wchodzą jeszcze: park, spichlerz zbożowy szachulcowy z około 1727 r. i brama wjazdowa, barokowa z pocz. XVIII w., prowadząca na dziedziniec założenia folwarcznego. Spichlerz z pobliską cukrownią i gorzelnią łączyła kolejka.

## Współczesność
W sąsiedztwie Pałacu znajduje się Muzeum Powozów i Zaprzęgów w Galowicach.

## Źródła
- Zabytki Dolnego Śląska
- 750 lat historii Galowic. muzeumgalowice.pl. [zarchiwizowane z tego adresu (2016-07-22)].